# O Simpatizante
O Simpatizante (The Sympathizer, em inglês) é um romance do escritor e professor universitário vietnamito-americano Viet Thanh Nguyen publicado pela primeira vez em 2015 nos EUA pela Grove Atlantic.
O Simpatizante que foi o romance de estreia do seu autor na ficção ganhou, entre outros, o Prémio Pulitzer de Ficção de 2016.
As recensões críticas reconhecem geralmente a sua excelência tendo sido também classificado como a "Escolha do Editor" do The New York Times.
O Simpatizante pode ser classificado em vários géneros de literatura, como de imigrantes, de mistério, de ficção política, de metaficção, de humor negro, de ficção histórica, de espionagem e de romance de guerra.
A romance consiste na narração da história do próprio narrador enquanto agente  norte-vietnamita infiltrado no exército sul-vietnamita, que depois se incorpora na comunidade sul-vietnamita no exílio nos Estados Unidos. Enquanto nos Estados Unidos, o narrador descreve a sua situação de expatriado e entre outras actividades a de assessor cultural nas filmagens de um filme norte-americano, que evoca Platoon e Apocalypse Now, antes de regressar ao Vietname incorporado numa guerrilha contra o regime comunista.
A dupla identidade do narrador, enquanto imigrante e espião, e a americanização da Guerra do Vietname na literatura internacional são temas centrais do romance que foi publicado 40 anos após a queda de Saigão.

## Resumo
Concebido como sendo uma confissão coagida de um prisioneiro político, o livro conta em analepse a história de um militar dos serviços secretos sul-vietnamita, filho de um padre católico francês e de uma vietnamita, imediatamente antes da conquista de Saigão pelo exército comunista, em 1975, e depois o exílio nos EUA, em Los Angeles, o seu regresso ao país natal como guerrilheiro contra o regime, a sua captura e encarceramento.
O militar do exército do Vietname do Sul, agente duplo a favor do Vietname do Norte, permanece sem nome em todo o romance, apenas sendo por vezes interpelado como "Capitão", desde a queda de Saigão, passando pelos campos de refugiados e a imigração para Los Angeles, a sua actividade esporádica como consultor na rodagem de um filme nas Filipinas e, finalmente, o seu retorno e posterior prisão no Vietname. Um crítico vietnamita observou que com o livro os leitores têm a oportunidade de obter uma nova perspectiva sobre a guerra do Vietname que contrasta com a veiculada pelos mitos de Hollywood.
O narrador, o "Capitão", vive numa série de dualidades por vezes contraditórias: é mestiço (mãe vietnamita e pai sacerdote católico francês), foi criado no Vietname mas frequentou a universidade nos EUA, e é uma toupeira norte-vietnamita apesar de ser amigo de militares sul-vietnamitas e de um agente norte-americano da CIA. Durante a iminente Queda de Saigão, ele, como ajudante de campo de um general, organiza um voo de última hora como parte da Operação Vento Constante, para garantir a sua fuga, a do seu melhor amigo Bon e a do general. Quando estão a embarcar no avião de fuga, o grupo de fugitivos é atacado tendo morrido a esposa e o filho de Bon junto com muitos outros.
Em Los Angeles, o General e alguns antigos oficiais sul-vietnamitas desmoralizam rapidamente, desiludidos por uma cultura estranha e pela queda da sua posição social. O General tenta recuperar alguma dignidade abrindo o seu próprio negócio, uma loja de bebidas alcoólicas. Por sua vez, o Narrador obtém emprego numa universidade, e relaciona-se sexualmente com a sua colega nipo-americana Mori, e depois aproxima-se de Lana, a filha do General. Enquanto vive nos Estados Unidos, o Narrador envia para Paris cartas em tinta invisível para Man, um revolucionário norte-vietnamita e controlador enquanto espião do Narrador, fornecendo a este informações sobre as tentativas do General de criar um exército de guerrilha. A regressão social e a desumanização na sociedade norte-americana levam o General a elaborar planos para constituir um exército de expatriados sul-vietnamitas para derrubar o regime comunista do Vietname.
O Narrador entretanto é contratado como conselheiro na rodagem dum filme sobre a Guerra do Vietname chamado "The Hamlet", que considera uma oportunidade de mostrar os múltiplos lados da guerra e para dar aos vietnamitas uma participação no enredo. No entanto, trabalhando no local das filmagens nas Filipinas, o Narrador não só não consegue contrariar a representação romanceada e enganosa da guerra pelos norte-americanos, como quase morre quando os explosivos de uma cena explodem antes de tempo. Ele tem dúvidas sobre se a explosão foi apenas um erro, já que o realizador do filme não gosta muito dele.
Após a recuperação deste acidente, contra a insistência do seu controlador Man que insiste para que permaneça nos EUA e continue a sua acção como espião, o Narrador, também empurrado pelo General, decide acompanhar outros exilados de volta ao Vietname. Antes de ir, porém, ele assassina o editor de um jornal vietnamita de esquerda, Sonny, que o narrador descobre ter um caso com Mori, enquanto esteve nas Filipinas. Durante uma missão de guerrilha no Vietname, a partir da base na fronteira na Tailândia, são atacados e capturados.
A prisão é onde o Narrador/protagonista escreve a sua confissão, um pedido de absolvição dirigido ao Comandante que co-dirige a prisão com o Comissário político. No entanto, ao invés de escrever o que os seus camaradas comunistas desejam ouvir, o protagonista escreve uma reflexão complexa e matizada dos eventos que o levaram à prisão. Recusa-se a mostrar apenas um lado, não deixa nada de fora (até mesmo as lembranças dolorosas da infância sem pai ou da sua primeira experiência de masturbação), simpatizando com as muitas perspectivas do conflito complexo que dividiu o seu país. Ainda que se considerando comunista e revolucionário, ele reconhece a amizade com aqueles que são supostamente seus inimigos e considera que todos os soldados estão honrosamente a lutar pelo respectivo ideal. Quando o rascunho da confissão é rejeitado, o Narrador é finalmente levado perante o Comissário político.
O Comissário, o homem sem rosto, é afinal Man, o seu controlador de espionagem. No entanto, isso não impede Man de o sujeitar à tortura como parte da reeducação. Primeiro, o Narrador deve admitir o crime de ser conivente na tortura e estupro de uma agente comunista. Depois deve perceber que participou, ainda que inconscientemente, do assassinato do pai dele. Por fim, deve aprender a lição final de Man de que a revolução pela independência e pela liberdade poderia fazer com estas coisas valessem menos que nada, que o nada em si era mais precioso do que a independência e a liberdade. O romance termina com o Narrador junto a um grupo de Boat people no mar.

## Estilo
Quase todas as recensões salientam o recurso estilístico mais distintivo: o do narrador anónimo que expressa continuamente comentários sobre os mais variados aspectos da história e da vida em geral. O Narrador tem uma "capacidade acrobática" que guia o leitor através das contradições da guerra e da identidade norte-americana. A narração na primeira pessoa deriva do enquadramento da obra: a confissão pelo Narrador aos captores comunistas que tentam fazê-lo explicar o seu exílio. Os captores comunistas forçam-no a escrever e reescrever a narrativa, na tentativa de corrigir a sua visão ideológica sobre os EUA e os inimigos sul-vietnamitas.
Muitos críticos comparam o estilo do narrador a outros autores, em geral norte-americanos. Randy Boyagoda, no The Guardian, referiu que a passagem inicial do romance se assemelha a um vistoso riff de Homem Invisível de Ralph Ellison. Para Boyagoda, o anonimato e a reflexão sobre a duplicidade da vida do narrador assemelham-se ao narrador afro-americano de Invisible Man na perspectiva do encobrimento da sua personalidade. Ron Charles descreve a voz narradora próxima quer da "cena de Philip Roth de auto-abuso inspirada na banda desenhada" quer do "catálogo esplendoroso de sofrimento de Whitman".

## Temas
A maioria das apreciações críticas descreve o romance como uma resposta literária à visão auto-centrada do mundo tipicamente norte-americana de obras como Apocalypse Now e Platoon. Em particular, a seção do romance em que o narrador é conselheiro cultural na rodagem de "O Hamlet" ajuda a examinar criticamente essa visão. Ron Charles descreve esta seção como "Tão engraçada quanto trágica" capaz de "carregar todo o romance".
A crítica literária do The New York Times' descreve a guerra como uma "guerra literária" e diz que The Sympathizer de Nguyen está a "dar voz à anterior perspectiva sem voz [vietnamita] enquanto nos leva a olhar para os acontecimentos de há 40 anos sob uma nova luz".
A dualidade de casta, de educação e de lealdade do narrador orienta grande parte da ação do romance. Ao princípio, esta dualidade é a força do narrador do romance, permitindo a crítica e a análise hábil sobre as contradições das situações sociais, mas essa dualidade acaba por "se tornar um tour de force absurdo que poderia ter sido escrito por Kafka ou Genet".
Algumas das imensas afirmações/apreciações do Narrador/Autor ao longo do livro sobre os mais variados assuntos:
Alguns considerarão este episódio obsceno. Eu não! Um massacre é obsceno. A tortura é obscena. Três milhões de mortos é obsceno. A masturbação com uma lula, mesmo não consensualmente? De modo algum.:105
Ninguém é inocente. Especialmente nesta actividade.  Tu não achas que ele tem as mãos manchadas de sangue? Ele identificou simpatizantes viet-cong. Ele pode ter apanhado o homem errado. Isso aconteceu antes. Ou se ele é um simpatizante, então ele identificou de certeza pessoas erradas. De propósito. Não tenho a certeza de nada disto. Inocência e culpa. Estas são questões cósmicas. Todos nós somos inocentes num certo nível e culpados noutro. Não é sobre isto o Pecado Original?:134
Nós somos revolucionários, e os revolucionários não podem ser nunca inocentes. Nós fizemos demasiadas coisas e conhecemos demasiadas coisas.:145
Os altos sacerdotes de Hollywood perceberam inatamente a observação do Diabo de Milton de que é melhor comandar no Inferno do que ser servo no Céu, melhor ser um vilão, perdedor ou anti-herói do que um virtuoso notável, desde que se consiga ser o centro dos holofotes no centro do palco.:176
Eles estavam demasiado esfomeados para virar a cara ao salário que eu estava mandatado para lhes oferecer, um dólar por dia, sendo o seu desespero medido pelo facto de ninguém - repito, ninguém- ter regateado um salário maior. Nunca imaginaria que um dia nenhum dos meus conterrâneos não regatearia, mas estas boat people compreendiam claramente que a lei da procura e da oferta não estava do lado deles.:199
[O Comandante] Não te desculpes. Não nos queixávamos. Estávamos todos dispostos a ser mártires. É por pura sorte que o Médico, o Comissário e eu próprio estejamos vivos. Tu simplesmente não estavas disposto a sacrificar-te para salvar a agente, embora ela estivesse disposta a sacrificar a vida dela para salvar a do comissário.:462
[O Comissário] Eu sou o comissário político, mas que tipo de escola eu supervisiono? Uma em que tu, em que todos, és reeducado. Não é por não terem feito nada que tu estás aqui. É porque tu aprendeste demasiado que tu estás a ser reeducado.:471
[O Comissário] Porque eu comprei a tua fuga. Enviei dinheiro para os agentes certos, que irão fazer com que os agentes da polícia olhem para o outro lado quando chegar a ocasião. Sabes de onde vem o dinheiro? Não faço ideia. As mulheres desesperadas pagam qualquer preço para ver os maridos delas neste campo. Os guardas ficam com a parte deles e deixam o resto para o Comandante e para mim. Eu envio algum para casa para a minha mulher, dou algum aos meus superiores e usei o restante para comprar a vossa fuga.:485

## Recepção crítica
Na The New York Times Book Review, o romance foi elogiado por se englobar na literatura sobre a Guerra do Vietname e pelo seu tratamento das duplicidades de um modo que "se compara favoravelmente com mestres como Conrad, Greene e le Carré".
Ron Charles, no The Washington Post, considerou o romance como "certamente um novo clássico da ficção de guerra", que é "surpreendentemente perspicaz e perigosamente sincero". Para Charles, o que torna o romance relevante, não são tanto as particularidades da explosão temática da resposta à guerra do Vietname,  quanto a forma como "Nguyen examina a solidão da vida humana, os custos da fraternidade e os limites trágicos da nossa solidariedade".
Randy Boyagoda, no The Guardian, descreve O Simpatizante como "releitura audaz, hábil e globalmente direcionada da guerra do Vietname e das suas consequências privados e públicos". Embora geralmente defensor do romance, Boyagoda aponta para os seguintes pressuposto: "O vincado posicionamento do Capitão contra os estereótipos leste/oeste e contra os supostos males dos EUA e do catolicismo obstrui o seu monólogo porque pouco mais faz do que avançar um conjunto igualmente banal de queixas e refutações. A própria formação universitária de Nguyen também se infiltra, inspirando uma linguagem didática".
Uma crítica recorrente dos revisores é a descrição repetitiva que aparece algo demasiadamente no romance, como em "Os empregados de mesa chegaram naquele momento com a solenidade de criados egípcios prontos para serem enterrados vivos com o seu faraó, as travessas com o primeiro prato apoiadas nos ombros".

## Prémios
- Vencedor, 2016 Prémio Pulitzer de Ficção[10]
- Vencedor, 2016 Dayton Literary Peace Prize[11]
- Vencedor, 2016 Medalhas Andrew Carnegie para a Excelência na Ficção e Não Ficção[12]
- Vencedor, 2016 Edgar Award for Best First Novel
- Vencedor, 2015 Center for Fiction First Novel Prize[13]
- Vencedor, 2015 Asian/Pacific American Award for Literature
- Finalista, 2016 Prémio PEN/Faulkner de Ficção[14]
- Finalista, 2017 Prêmio Literário Internacional IMPAC de Dublin[15]